# Джон Доріан
Доктор Джонатан Майкл «Джей Ді» Доріан (англ. Dr. Jonathan Michael Dorian) — головний герой телесеріалу «Клініка». Його роль виконує актор Зак Брафф, де вперше з'являється в пілотній серії серіалу («Мій перший день»). З'являється в 167 епізодах із 168. 

## Біографія

### Родина
Джон — молодший син Сема і Барбари Доріанів (народився приблизно 1975 року в Тротвуді, штат Огайо). У нього є старший брат, Ден. Його батьки очікували народження дівчинки, тому до трьох років називали сина Джоанна, оскільки не могли знайти ім'я для хлопчика. Коли Джону було сім років, його батьки розлучилися. Його мати була одружена ще шість разів. У четвертому сезоні батько Джона, Сем Доріан, помер. У другому сезоні також стало відомо, що у Джона є дві бабусі: одна померла у третьому сезоні, інша — расистка.
На початку сьомого сезону у Джона і Кім Брігс народжується син, Сем Перрі Гілліган Доріан. Пізніше одружився з лікарем та подругою — Еліот Рід, з якою декілька разів до того зустрічався. Наприкінці дев'ятого сезону вони чекають на дитину — дівчинку.

### Друзі
Разом із ним у клініці працюють його найкращі друзі: лікар Еліот Рід, хірург Крістофер Терк і медсестра (спочатку подруга, потім — дружина Терка) Карла Еспіноза. 
Його найкращий друг — Крістофер Терк (його називають просто Терк або Тьорк — в озвученні для Нового каналу), з яким вони жили разом ще від початку навчання в коледжі. До п'ятого сезону вони жили в одній квартирі. Друзі дуже близькі і розуміють один одного з пів слова, завжди підтримують один одного у важких ситуаціях і взагалі проводять дуже багато часу разом. Джон називає темношкірого міцного Терка «Шоколадним ведмедиком».

### Кар'єра
Спочатку Джон з'явився у клініці «Найсвятіше Серце Ісуса» (англ. Sacred Heart) як стажер, який щойно випустився з медичного інституту (1-й сезон). Пізніше він отримав постійну роботу у штаті лікарні (2-4 сезони), потім працював лікарем зі спеціалізацією — внутрішні органи (5-8 сезони). Він також очолював ординатуру разом із Еліот Рід (4-й сезон). Після народження своєї першої дитини — сина Сема (від уролога Кім Брігс), переїжджає до іншого міста та отримує роботу в клініці Святого Вінсента, щоб бути ближче до дитини (кінець 8-го сезону). Також викладає в Університеті Вінстона (9-й сезон).
У Джона постійно виникають конфлікти з доктором Коксом, лікарем, який був керівником Джона, коли той був інтерном. Але, незважаючи на те, що Кокс постійно ображає і принижує Джона, насправді він ставиться до «новенького» дуже шанобливо і часто підтримує його. Незважаючи на те, що у Джона безліч недоліків, він проявив себе як кваліфікований лікар. Крім того, він вміє «налагоджувати контакти» навіть із найзамкнутішими пацієнтами. Джон є постійним об'єктом знущань Прибиральника.

### Характер, звички
Джон боїться акул, повітряних куль, монеток, ескалаторів і бабок. Він збирає шарфи, розмовляє з опудалом собаки і пересувається містом на скутері, якого називає «Сашею».

### Стосунки з іншими персонажами
- Стосунки з Елліот Рід: Елліот Рід стала подругою Джона з самого початку спільної роботи. Невдовзі між ними почались романтичні відносини, які, однак, через деякий час припинились. Елліот і Джон залишились дуже близькими друзями, у яких немає один від одного секретів. З п'ятого сезону Джон живе у квартирі Елліот. Їх дружні відносини можливо навіть більш близькі, ніж між одруженими Терком і Карлою і, можливо, серйозніші відносини між ними почнуться знову.
- Стосунки з доктором Коксом: Доктор Персиваль Кокс — керівник Джона під час його роботи інтерном. Кокс постійно висміює і ображає Джона, називає його «новеньким» і «дівчинкою». У той ж час Кокс як може (хоч і не завжди явно) підтримує Джона, бажаючи перетворити його у першокласного лікаря.
- Стосунки з Карлою Еспінозою: Карла Еспіноза — добра подруга Джона. Довгий час він жив разом з Карлою і Тьорком у одній квартирі. У одному з епізодів вони з Карлою поцілувались.
- Стосунки з Кім Бріггс: Кім Бріггс — лікар-уролог, з якою Джон деякий час зустрічався. Вона — мати його сина, Сема.